# Baron Marshal
Baron Marshal war ein erblicher britischer Adelstitel in der Peerage of England.

## Verleihung
Der Titel wurde am 8. Dezember 1309 für William Marshal geschaffen, indem dieser von König Eduard II. per Writ of Summons ins englische Parlament einberufen wurde. Er hatte das erbliche Hofamt des Lord Marshal of Ireland inne.
Der Titel ruht seit dem Tod seines Sohnes, des 2. Barons, am 12. August 1316, da seither kein berechtigter Erbe den Titel wirksam beansprucht hat. Erbe des 2. Barons war dessen Schwester Hawise († vor 1327), Gattin des Robert de Morley, 2. Baron Morley, deren Nachfahren auch den Titel des Marshal of Ireland führten.

## Liste der Barone Marshal (1309)
- William Marshal, 1. Baron Marshal (1277–1314)
- John Marshal, 2. Baron Marshal (1292–1316) (Titel ruht 1316)